# 1979 في الأرجنتين
فيما يلي قوائم الأحداث التي وقعت خلال عام 1979 في الأرجنتين.

## رياضة
- 21 يناير – جائزة الأرجنتين الكبرى 1979 الفائز جاك لافيت.

## مواليد

### يناير
- 1 يناير – أرييل إسلافا لاعب كرة سلة أرجنتيني.
- 15 يناير – باولو كوينتيروس لاعب كرة سلة أرجنتيني.[1]

### فبراير
- 9 فبراير – داميان ألبل لاعب كرة قدم أرجنتيني.
- 23 فبراير – لوكاس أبرهام لاعب كرة قدم أرجنتيني.[2]

### مارس
- 7 مارس – دانيال خيرلو لاعب كرة قدم أرجنتيني.[3]
- 13 مارس – كاتا دياز لاعب كرة قدم أرجنتيني.[4]
- 22 مارس – ألدو دوتشر لاعب كرة قدم أرجنتيني.[5]

### أبريل
- 4 أبريل – إزيكويل كاربوني لاعب كرة قدم أرجنتيني.[6]

### مايو
- 16 مايو – سيرجيو رويتمان لاعب كرة مضرب أرجنتيني.
- 18 مايو – خوليان سبيروني لاعب كرة قدم أرجنتيني.[7]

### يونيو
- 12 يونيو – دييغو ميليتو لاعب كرة قدم أرجنتيني معتزل.[8]
- 26 يونيو – والتر هيرمان لاعب كرة سلة أرجنتيني.[9]

### يوليو
- 6 يوليو – سانتياغو أكوستا ملاكم أرجنتيني.
- 14 يوليو – آرييل غارسي لاعب كرة قدم أرجنتيني.[10]

### أغسطس
- 15 أغسطس – غونزالو كارو لاعب كرة يد أرجنتيني.
- 30 أغسطس – خوان اجناثيو شيلا لاعب كرة مضرب أرجنتيني.

### سبتمبر
- 15 سبتمبر – دييغو غارسيا لاعب كرة سلة أرجنتيني.[1]

### نوفمبر
- 3 نوفمبر – بابلو أيمار لاعب كرة قدم أرجنتيني.[11]
- 30 نوفمبر – أندريس نوسيوني لاعب كرة سلة أرجنتيني.

### ديسمبر
- 5 ديسمبر – دييغو فيرونيلي لاعب كرة مضرب أرجنتيني.
- 14 ديسمبر – سباستيان أندريس لوخان ملاكم أرجنتيني.
- 26 ديسمبر – باتريشيا أوكامبو

## وفيات

### يناير
- 27 يناير – فيكتوريا أوكامبو (مواليد 1890) كاتبة أرجنتينية.[12]

### يوليو
- 25 يوليو – ألكسندر كي (مواليد 1904) كاتب أمريكي.[13]
- 31 يوليو – خوسيه ديلا توري (مواليد 1906) لاعب كرة قدم أرجنتيني.